# Флорищинское сельское поселение
Флорищинское сельское поселение — муниципальное образование в Кольчугинском районе Владимирской области.
Административный центр — посёлок Металлист.

## География
Территория поселения расположена в западной части района.

## История
Флорищинский сельсовет образован в 1920-х годах в составе Киржачской волости Александровского уезда. С 1929 года — в составе Кольчугинского района, в 1954 году в состав сельсовета включены населённые пункты упразднённого Кожинского сельсовета. В 1975 году центр сельсовета был перенесен из села Флорищи в посёлок Металлист.
Флорищинское сельское поселение образовано 16 мая 2005 года в соответствии с Законом Владимирской области № 64-ОЗ. В его состав вошла территория бывшего Флорищенского сельсовета.

## Население
| 2010 | 2011 | 2012 | 2013 | 2014 | 2015 | 2016 | 2017 | 2018 |
| ---- | ---- | ---- | ---- | ---- | ---- | ---- | ---- | ---- |
| 797  | ↗798 | ↗804 | ↘784 | ↗814 | ↘813 | ↗817 | ↗831 | →831 |
| 2019 | 2020 | 2021 |      |      |      |      |      |      |
| ↘797 | ↘792 | ↗898 |      |      |      |      |      |      |

## Состав сельского поселения
| №  | Населённый пункт | Тип населённого пункта          | Население |
| -- | ---------------- | ------------------------------- | --------- |
| 1  | Алешки           | деревня                         | →4        |
| 2  | Богородское      | село                            | ↗32       |
| 3  | Деево            | деревня                         | →0        |
| 4  | Дьяконово        | деревня                         | ↗3        |
| 5  | Кожино           | деревня                         | →5        |
| 6  | Ладожино         | деревня                         | ↗8        |
| 7  | Левашово         | деревня                         | →15       |
| 8  | Макарово         | деревня                         | ↗21       |
| 9  | Металлист        | посёлок, административный центр | ↘421      |
| 10 | Осино            | деревня                         | →17       |
| 11 | Петрищево        | деревня                         | →0        |
| 12 | Старая           | деревня                         | ↗135      |
| 13 | Тимошкино        | деревня                         | ↘5        |
| 14 | Тютьково         | деревня                         | ↗10       |
| 15 | Флорищи          | село                            | ↘203      |
| 16 | Фомино           | деревня                         | ↗19       |

## Достопримечательности
Свято-Введенский храм в селе Флорищи.